# Heinz Zolper
Heinz Zolper (* 22. Oktober 1949 in Köln) ist ein deutscher Künstler.

## Leben

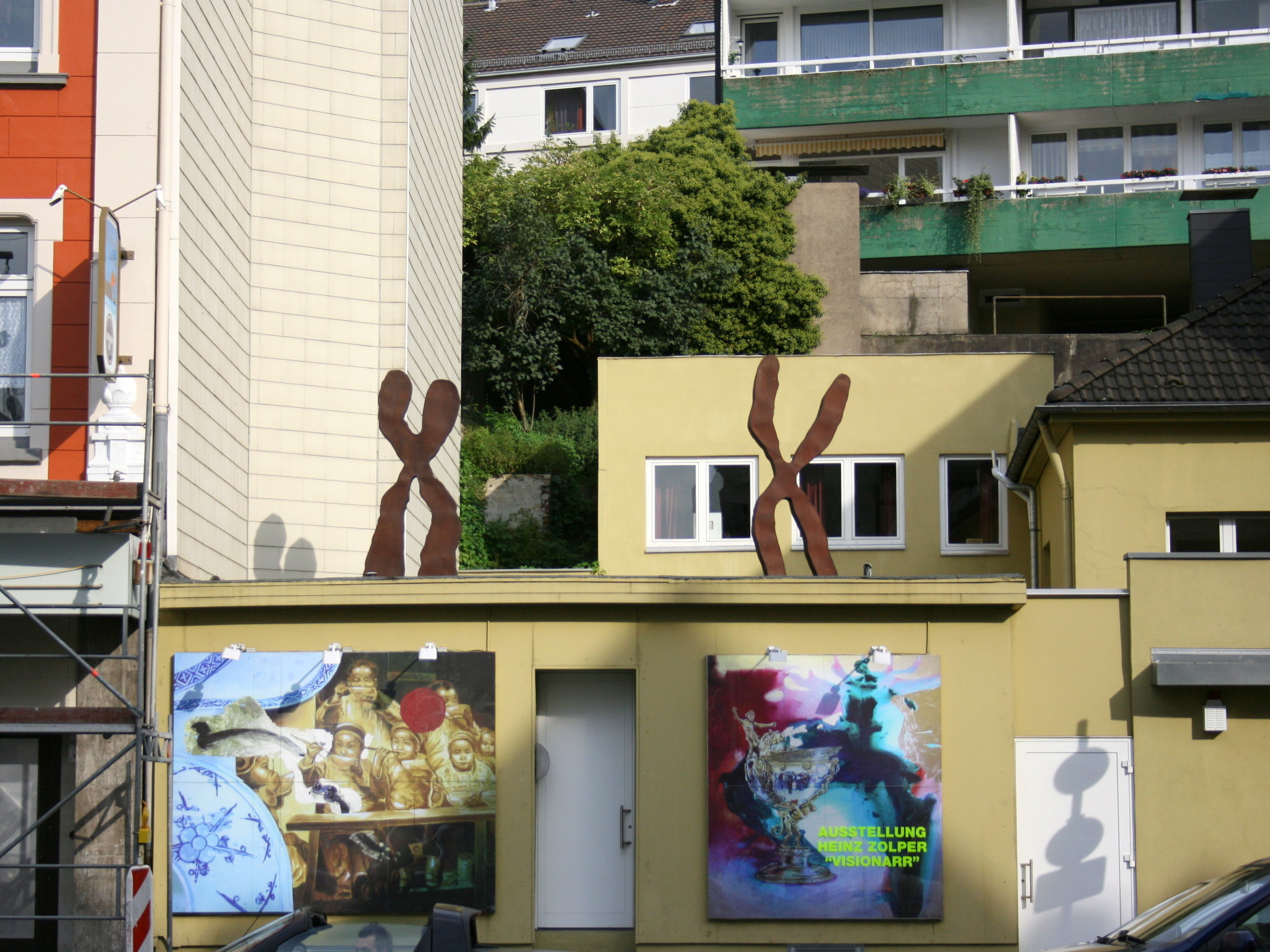
HZ Visionarr, HBT ART Gallery, Wuppertal (2008)

Heinz Zolper studierte 1969–1972 an der Kunstakademie Düsseldorf und 1969–1974 im Fachbereich Kunst und Design an der Fachhochschule Köln (heute Technische Hochschule Köln). Er war Meisterschüler bei Dieter Kraemer und A. Strack. Seine erste Einzelausstellung hatte Zolper 1970 beim Neumarkt der Künste in Köln. 1976 war Zolper Gründer der Künstlergruppe P.G.A., es folgte 1977 die  Gründung der Palazzo-Filmgesellschaft.
Zolper lebt und arbeitet vorwiegend in Deutschland und den Niederlanden.

## Ausstellungen/Ausstellungsbeteiligungen (Auswahl)
- 1970: Neumarkt der Künste, Köln
- 1971: Galerie Econ, Amsterdam
- 1972: Kunstmarkt Köln – Düsseldorf
- 1975: Kunstverein Köln Heinz Zolper und Theo Lambertin, Galerie Kümmel Köln
- 1979: 40000,-DM – Geldboden, Europa 79, Stuttgart
- 1984: Tiefe Blicke – Kunst der achtziger Jahre aus der Bundesrepublik Deutschland, der DDR, Österreich und der Schweiz, Hessisches Landesmuseum Darmstadt
- 1988: NAK Neuer Aachener Kunstverein
- 1996: Grundsteinkiste, Rheinisches Landesmuseum
- 2000: Hommage à Achim Duchow, Galerie Klein
- 2005: Tipp-Kick, Olympia-Museum, Köln
- 2007: Extrahart Köln, RZ-Duo Art, KünstlerMesse zur Art Cologne. Kuratierung Artforum Culture Foundation, Organisation Roubrocks fine art
- 2013: Perspektivwechsel. Ave Maria – Die Verkündigung an Maria in modernen Kunstwerken, Diözesanmuseum Bamberg
- 2014: zeichmal, Galerie Pamme-Vogelsang, Köln
- 2015: Kölner Künstler offen-gelegt, Michael Horbach Stiftung, Köln
- 2016: messerSCHARF, Galerie Pamme-Vogelsang, Köln
- 2017: Palazzo Galerie in Goch, Haus zu den fünf Ringen
- 2019: MAKK Köln. Warhol – Pop goes Art, Beitrag Zolper Palazzo
- 2020: Damen-Kult: Feminismus und Genderdiskussion, Dettmer art projects, in Zusammenarbeit mit Winter Stiftung Hamburg und Art Forum Editions

## Tonwerke (Auswahl)
- Heinz Zolper – Palazzophone, LP/12’’/33RPM
- Öffentliche Konzerte (mit John Cage)

## Video I Film (Auswahl)
- 1984: Hollandfilm (Dokumentarfilm)
- 2002: Kain-TV 45 Min, Farbe, DV
- 2003: Heinz Zolper "einige Jahre "30 Min. Farbe DVD
- 2004: Heinz Zolper „einige Jahre mehr“, 40:00 Min, DV, Farbe,  Kain TV
- 30 Jahre danach, 22 Künstler im Rückblick, 45:00 Min,DV,Farbe.Prod.68 elf

## Werke und Projekte im öffentlichen Raum (Auswahl)
1997 gestaltete Heinz Zolper eine Jubiläumsuhr Wiederaufbau der Frauenkirche Dresden. 1999 schuf Zolper sechs Bilder auf Solarplatten zum Börsengang der SolarWorld AG. 2000 gestaltete er 15 Plastiken für Mazda Köln und entwarf ein Kunsthandy für die Firma Ericsson. 2003 entwarf er zur Fußballweltmeisterschaft eine Plastik für den DFB und gestaltete den Eingang der Uni-Klinik Köln als Sonnengang. 2004 schuf er eine Fußballplastik zur Eröffnung des Kölner Fußballstadions und Projekt „Forum MediaPark 4“ Köln. 2008 Sonderbrief, Post-Edition. 2009–2011 Green Chair und Dame – Chairs für Gulf Projects, Dubai, Abu Dhabi, Katar. 2015 Red Chair, Salamis, Greece. 2016 Red Chair, Syngrou Avenue, Athens

## Werke von Heinz Zolper in nationalen und internationalen Sammlungen (Auswahl)
Sammlung der Bundesregierung / Kunst- und Ausstellungshalle der Bundesrepublik Deutschland; Sammlung des Deutschen Bundestages; Petersberg (Bonn) Gästehaus der Bundesregierung (Dauerleihgabe);Kunstsammlung des Landes N.R.W.; Landesmuseum Bonn; Ludwig Forum für Internationale Kunst Aachen; Hessisches Landesmuseum Darmstadt; Sammlung der Deutschen Bank; Sammlung Kölner Bank; Kunstsammlung der Bayer AG, Leverkusen; Stiftung Michael Horbach, Köln; Winter Stiftung, Hamburg; Artforum Collection; MoMa – Museum of Modern Art, New York; Sammlung der Biennale Venedig; PAC – Collection Austria; Kreml Sammlung Wladimir Semjonowitsch Semjonow; Pieridis Museum Collection Athen; Sammlung Neue Galerie Graz, Saatchi Collection, London; Sammlung The Andy Warhol Museum, Pittsburgh.